# پابلو پودیو
پابلو پودیو (انگلیسی: Pablo Podio؛ زادهٔ ۷ اوت ۱۹۸۹) بازیکن فوتبال اهل آرژانتین است.
از باشگاه‌هایی که در آن بازی کرده‌است می‌توان به باشگاه فوتبال قزل‌یار اشاره کرد.